# Marche ou crève (film, 2025)
Pour les articles homonymes, voir Marche ou crève.
Pour plus de détails, voir Fiche technique et Distribution.
Marche ou crève (The Long Walk) est un film américain réalisé par Francis Lawrence et dont la sortie est prévue en 2025.
Il s'agit de l'adaptation du roman du même nom de Stephen King, publié en 1979, sous le pseudonyme de Richard Bachman.

## Synopsis
Dans un futur indéterminé, une compétition appelée La Longue Marche est diffusée avec succès chaque année à la télévision à partir du 1er mai. Un groupe d'adolescents doit marcher jour et nuit sans interruption aucune, à un rythme minimal imposé, aussi longtemps que nécessaire pour déterminer un vainqueur. Cette année, le jeune Ray Garraty fait partie des cinquante candidats.

## Fiche technique
Sauf indication contraire, les informations mentionnées dans cette section peuvent être confirmées par les bases de données cinématographiques IMDb et Allociné,  présentes dans la section « Liens externes ».
- Titre original : The Long Walk
- Titre français : Marche ou crève[1]
- Réalisation : Francis Lawrence
- Scénario : J. T. Mollner, d'après le roman Marche ou crève de Stephen King
- Musique : Jeremiah Fraites
- Direction artistique : Kathy McCoy
- Décors : Nicolas Lepage
- Costumes : Heather Neale
- Photographie : Jo Willems
- Montage : Mark Yoshikawa
- Production : Francis Lawrence, Roy Lee, Cameron MacConomy et Steven Schneider
  - Production déléguée : K. Blaine Johnston, Mika Saito et Christopher Woodrow
- Sociétés de production : Vertigo Entertainment et Media Capital Technologies
- Sociétés de distribution : Lionsgate (États-Unis) ; Metropolitan Filmexport (France)[1]
- Budget : N/A
- Pays de production :  États-Unis
- Langue originale : anglais
- Format : couleur
- Genre : thriller, horreur, anticipation, dystopie, survie
- Dates de sortie[2] : Dates sujettes à modification
  - États-Unis : 12 septembre 2025
  - France : 1er octobre 2025[1]

## Distribution
- Cooper Hoffman : Ray Garraty
- David Jonsson : Peter McVries
- Mark Hamill : le Commandant
- Garrett Wareing : Stebbins
- Charlie Plummer : Gary Barkovitch
- Ben Wang : Hank Olson
- Roman Griffin Davis : Thomas Curley
- Judy Greer : Mme Garraty
- Tut Nyuot : Arthur Baker
- Jordan Gonzalez : Richard Harkness
- Joshua Odjick : Collie Parker
- Izabella Raven

## Production

### Genèse et développement
Après la publication du roman Marche ou crève de Stephen King en 1979, une adaptation cinématographique est évoquée en 1988, avec George A. Romero à la réalisation, sans succès. En 2007, Frank Darabont — déjà réalisateur de films inspirés de Stephen King — sécurise les droits d'adaptation de l’œuvre. Il déclare qu'il s'y « attaquera un jour » et qu'il s'agira d'un projet à petit budget « étrange, existentiel et très contenu. »
En avril 2018, New Line Cinema développe un nouveau projet d'adaptation avec James Vanderbilt comme scénariste, produit par Bradley Fischer et William Sherak via leur société Mythology Entertainment. En mai 2019, André Øvredal est annoncé comme réalisateur.
En novembre 2023, il est annoncé que Lionsgate a repris le projet en main, avec Francis Lawrence à la réalisation, d'après un script de JT Mollner (en).

### Attribution des rôles
En juin 2024, Cooper Hoffman et David Jonsson sont confirmés. Ils sont rejoints le mois suivant par Garrett Wareing, Tut Nyuot, Charlie Plummer, Ben Wang, Izabella Raven, Jordan Gonzalez, Joshua Odjick, Roman Griffin Davis, Mark Hamill ou encore Judy Greer,.

### Tournage
Le tournage débute en juillet 2024, à Winnipeg, jusqu'en septembre 2024,. Les prises de vues ont également lieu à Garson (Manitoba).

## Accueil
La sortie américaine de The Long Walk est fixée au 12 septembre 2025.